# Tofo
Praia do Tofo (plage de Tofo) ou Tofo  est une petite ville du sud-est du  Mozambique. Baignée par l’Océan Indien, la ville est située sur la péninsule de Ponto do Barra dans la province d'Inhambane, à 22 km de la ville d’Inhambane. Auparavant village de pêcheurs, Tofo compte un hôtel et trois clubs de plongée sous-marine afin d’accueillir les touristes attirés par le littoral et les récifs proches qui grouillent de vie. Avec ses requins-baleines, ses raies mantas et ses tortues de mer, Tofo est une destination de choix de l’écotourisme,.